# Ayuntamiento de Granollers
El Ayuntamiento de Granollers es el órgano encargado del gobierno y administración del municipio de Granollers, situado en la provincia de Barcelona, Cataluña, España. Está presidido por el alcalde. En 2023 ocupa dicho cargo Alba Barnusell, del PSC.

## Anexo: Alcaldes de Granollers (1852-)
| Alcaldes | Nombre                       | Tiempo de Mandato | Vida      | Lugar                           |
| -------- | ---------------------------- | ----------------- | --------- | ------------------------------- |
| 1.       | Joan Alomar                  | 1852              |           |                                 |
| 2.       | Francesc Casanovas           | 1852              |           |                                 |
| 3.       | Manuel Crusat                | 1853-1854         |           |                                 |
| 4.       | Josep de P. Miró             | 1854              |           |                                 |
| 5.       | Esteve Oliveras              | 1855              |           |                                 |
| 6.       | Josep Font                   | 1855-1856         |           |                                 |
| 7.       | Josep de P. Miró             | 1856              |           |                                 |
| 8.       | Esteve Oliveras              | 1856-1857         |           |                                 |
| 9.       | Josep Font                   | 1857-1858         |           |                                 |
| 10.      | Esteve Oliveras              | 1858-1859         |           |                                 |
| 11.      | Joan Alomar                  | 1859              |           |                                 |
| 12.      | Esteve Oliveras              | 1859-1860         |           |                                 |
| 13.      | Josep Font                   | 1860-1861         |           |                                 |
| 14.      | Esteve Oliveras              | 1861-1862         |           |                                 |
| 15.      | Josep Font                   | 1862-1863         |           |                                 |
| 16.      | Esteve Oliveras              | 1863-1864         |           |                                 |
| 17.      | Francisco de P. Montañá      | 1864-1866         |           |                                 |
| 18.      | Pere Maspons i Cadafalch     | 1875-1877         |           |                                 |
| 19.      | Joan Xiol i Bosch            | 1899-1901         |           |                                 |
| 20.      | Esteve Vilageliu i Canellas  | 1901-1902         | 1852-1906 | Granollers                      |
| 21.      | Josep Barangé i Bachs        | 1902-1903         |           |                                 |
| 22.      | Miquel Blanxart i Estapé     | 1903-1905         |           |                                 |
| 23.      | Jaume Estrada i Pagès        | 1905-1907         |           |                                 |
| 24.      | Antoni d'Argila i Matas      | 1907-1908         |           |                                 |
| 25.      | Salvador Paituví i Ventura   | 1908-1908         |           |                                 |
| 26.      | Josep Tardà i Mora           | 1908-1909         |           |                                 |
| 27.      | Antonio Sarroca i Sanz       | 1909-1910         |           |                                 |
| 28.      | Jaume Estrada i Pagès        | 1910-1912         |           |                                 |
| 29.      | Josep Barangé I Bachs        | 1912-1914         |           |                                 |
| 30.      | Josep Tardà i Mora           | 1914-1915         |           |                                 |
| 31.      | Manuel Pagès i Ramís         | 1916-1916         |           |                                 |
| 32.      | Francesc Torràs i Villà      | 1916-1917         |           |                                 |
| 33.      | Eduard Pujol i Molas         | 1917-1917         |           |                                 |
| 34.      | Josep Barangé i Bachs        | 1917-1917         |           |                                 |
| 35.      | Eduard Pujol i Molas         | 1917-1918         |           |                                 |
| 36.      | Joan Montañà i Riera         | 1918-1920         | 1880-1926 | Caldes d'Estrac-Granollers      |
| 37.      | Paulí Torras i Villà         | 1920-1922         |           |                                 |
| 38.      | Ramon Novellas i Lladó       | 1922-1923         |           |                                 |
| 39.      | Carles Puigrodon i Sirvent   | 1923-1923         | 1867-1950 | Granollers                      |
| 40.      | Joaquim Bellet i valls       | 1923-1924         | 1874-x    | Granollers                      |
| 41.      | Josep Barangé i Bachs        | 1924-1926         |           |                                 |
| 42.      | Antoni Cunillera i Farnés    | 1927-1927         | 1872-1936 | Granollers-lliçà de Vall        |
| 43.      | Paulí Torras i Villà         | 1927-1930         |           |                                 |
| 44.      | Albert Rosàs i Macià         | 1930-1930         |           |                                 |
| 45.      | Esteve Camillo i Mustarós    | 1930-1931         | 1882-x    | Granollers                      |
| 46.      | Rafael Prades i Àngel        | 1931-1931         | 1877-1955 | Bonete-Granollers               |
| 47.      | Ramon Novellas i Lladó       | 1931-1934         |           |                                 |
| 48.      | Artur Gasset i Duran         | 1934-1936         | 1890-1972 | Granollers-Montornès del Vallès |
| 49.      | Esteve Camillo i Mustarós    | 1936-1936         |           |                                 |
| 50.      | Manuel Fabregat i Selaes     | 1936-1937         |           |                                 |
| 51.      | Joan Rovira i Pla            | 1937-1937         |           |                                 |
| 52.      | Manuel Fabregat i Selaes     | 1937-1937         |           |                                 |
| 53.      | Pere Iglesias i Viadé        | 1937-1939         |           |                                 |
| 54.      | Josep Serra i Puigoriol      | 1939-1941         |           |                                 |
| 55.      | Ramon Sobrevia i Oriach      | 1941-1941         | 1885-1965 | Granollers                      |
| 56.      | Francesc Sagalés i Corderas  | 1941-1946         | 1896-1952 | Granollers                      |
| 57.      | Francesc Camps i Puntas      | 1947-1950         | 1896-1973 | Granollers                      |
| 58.      | Jaume Raich i Serra          | 1950-1952         | 1912-1995 | Granollers-Cardedeu             |
| 59.      | Francesc Camp i Trias        | 1952-1953         | 1900-x    | Granollers                      |
| 60.      | Carles Font i Llopart        | 1953-1963         | 1918-1995 | Granollers-Barcelona            |
| 61.      | Joaquim Trullàs i Cunillera  | 1963-1963         | 1917-1986 | Granollers                      |
| 62.      | Francesc Llobet i Arnan      | 1963-1979         | 1924-2012 | Granollers                      |
| 63.      | Rafael Ballús i Molina       | 1979-1986         | 1950-     | Granollers                      |
| 64.      | Josep Pujadas i Maspons      | 1986-1992         | 1954-     | Granollers                      |
| 65.      | Josep Serratusell i Sitjes   | 1992-1996         | 1951-     | Granollers                      |
| 66.      | Josep Pujadas i Maspons      | 1996-1998         | 1954-     | Granollers                      |
| 67.      | Maria Carme Esplugas i Martí | 1998-1999         | 1949-     | Montferrí                       |
| 68.      | Josep Pujadas i Maspons      | 1999-2004         | 1954-     | Granollers                      |
| 69.      | Josep Mayoral i Antigas      | 2004-2022         | 1954-     | Granollers                      |
| 70.      | Alba Barnusell               | 2022-             | 1979-     | Granollers                      |